# Йохан Петер Кох
Йохан Петер Кох (на датски: Johan Peter Koch) е датски геолог и топограф, изследовател на Арктика.

## Биография
Роден е на 15 януари 1870 година.
През 1898 – 1900 участва като топограф в датската експедиция на Георг Карл Амдруп на източното крайбрежие на Гренландия между Северната полярна окръжност и 72° с.ш.
През 1903 – 1904 ръководи проучвателна и топографска експедицияв Исландия.
През 1906 – 1908 отново като топограф участва в трагично завършилата експедиция на Лудвиг Мюлиус-Ериксен в Северна Гренландия.
През 1912 ръководи нова датска експедиция в Гренландия, като в нея взема участие немския геофизик Алфред Вегенер. Експедицията акостира на брега на залива Дов (73°30′ с. ш. 20°20′ з. д. / 73.5° с. ш. 20.333333° з. д.), където зимува на края на ледника вливащ се в залива и провежда редица нови наблюдения относно мощността на ледниковата покривка. През лятото на 1913 Кох, заедно с няколко спътници пресича Гренландия в югозападно направление от залива Дов до залива Упернивак (72°55′ с. ш. 54°50′ з. д. / 72.916667° с. ш. 54.833333° з. д.), между 76 – 73ºс.ш.
За множеството си изследвания в Гренландия Йохан Петер Кох е награден с медал от шведското дружество по антропология и география. Дълги години е член на Международната Полярна комисия.
Умира на 13 януари 1928 година в Копенхаген на 57-годишна възраст.

## Публикации
- Meddelelser om Grønland, xxvi, xlvii (50 volumes, Copenhagen, 1876 – 1912).